# 安原顯
安原 顯（やすはら けん、1939年4月29日 - 2003年1月20日）は日本の編集者、評論家。本名の読みは「あきら」。名前を簡略体で「安原顕」と表記することもある。
自称「天才ヤスケン」「スーパーエディター」。主に『海』『マリ・クレール』の編集者として活躍した。チリチリパーマの髪に、サングラスと髭という独特の容貌をもつ。
妻・筑土まゆみの父は、僧侶、宗教民俗学者の筑土鈴寛（つくどれいかん）。娘の安原眞琴は日本文学研究者で、2013年にドキュメンタリー映画「最後の吉原芸者四代目みな子姐さん - 吉原最後の証言記録」を制作した。

## 人物・略歴

### 生い立ち、竹内書店入社
東京市目黒区緑が丘に生まれ育つ。父親はサラリーマンだったが、切手やレコードのコレクションも行っている「趣味人」だった。1944年、安原が5歳のときに、父親が肺病で他界。
戦後、母親、安原と妹の3人は、大井町にある母方の祖父宅に同居する。だが、祖父は「父系主義者」で、2年後に、「亡くなっていた次男」の嫁と2人の孫を呼びよせて、彼等を「内孫」、安原兄妹を「外孫」と差別するようになる。この際に感じた屈辱が、のちの安原の「罵倒的な批評」活動につながっていく。
大田区立大森第三中学校へ進学。図書委員になり、読書に目ざめる。また、父親が残していたクラシックのレコードから音楽に目覚め、FENから聞こえる洋楽ポップスを聞いて歌を覚え、自分でも英語で歌っていた。
だが、都立の志望校受験に失敗し、1955年に母親の出身校である、戦前は女子校であった東京都立八潮高等学校に進学。しかし、「元女子校に通う」というのが安原のプライド上許さず、半年後に中退。翌1956年に早稲田高等学院へ再入学。学校の図書館で、文学、思想、芸術に関する書籍を数多く読んだ。2年生の時は、アルバイトで、大学生のハワイアン・バンドにボーカル兼コンガ奏者として参加した。2年から3年に進級する際に落第。2年生を2回やっている。早稲田高等学院時代の学友には、露木茂、渡辺武（のち日本郵船）、昆田文彦（のち古河電工）らがいた。
1960年、早稲田大学第一文学部仏文科に進学。祖父の家を出てアパートに住む。母親には「学費を払ってくれれば、生活費は自分で稼ぐ」と宣言するが、「天才は働かない」と友人たちには言い、実益も兼ねて、本屋で本を万引きし、読み終わったら古本屋に売る、という生活を送るようになる。ついには、万引きの名人になり、生活用品も盗むようになった。また、アパートの隣に住んでいた、高校時代からの友達の部屋から、米を盗んだりもした。
大学の同級生では原葵（のち、翻訳家）、中川道弘（歌人、古書店・上野書店店主）らと親しくなった。
21歳の時、のちに妻となる1学年先輩の、早大文学部の筑土まゆみと出会い、彼女の親族の反対を振り切って同棲。筑土は4年で大学を卒業し、博報堂に就職してコピーライターとなるが、安原が「女に食わせてもらう」ことに耐え切れなくなり、退職を余儀なくされることとなった。
安原はマスコミの試験をいくつも受けるが、ほとんどが一次試験で落とされた。1964年、無名だった頃の池田満寿夫の紹介で、25歳にしてようやく『早稲田公論』編集者となるが、すぐに廃刊となる。次にミュージック・マンスリー社に入社するがこの会社も解散。のち、洋書の販売をしていた、竹内書店に入社し、翻訳物の単行本を企画。1968年には季刊『パイディア』を創刊。現代思想や、先鋭的な文学を紹介。第7号からはジェイムズ・ジョイスの『フィネガンズ・ウェイク』の翻訳連載が、大澤正佳をはじめとする東京都立大の研究チームにより開始。終刊号の「フーコー特集」を担当した中野幹隆は、のちに青土社で『現代思想』を、朝日出版社で『エピステーメー』を創刊している。

### 中央公論社時代
竹内書店も解散の方向になり、1973年に『パイディア』が16号で終刊し、中央公論社に入社。『海』の編集者となる。当時『海』の編集者であった村松友視が編集長と対立し異動願いを出したため、「代理要員」としてスカウトされたというのが安原の入社の理由であった。安原と親しくなった村松はそのキャラクターを把握し、「こいつを、一人で放置してはまずいことになる」と考え、異動願いを撤回した。安原は編集部在籍中に『レコード芸術』に執筆したコラムで大江健三郎を罵倒したため、大江が1年間、中央公論社が主催の谷崎潤一郎賞の選考委員を辞退する事件に発展した。
のち塙嘉彦が『海』編集長に就任し、塙、安原、村松とで、雑誌『海』の黄金時代を築いた。また『海』編集部一同で、当時「富士日記」を連載していた武田百合子宅を毎月一回、訪問して歓談した。
村松は安原の没後、評伝『ヤスケンの海』（幻冬舎、2003年）を出版、安原の「いい加減で破天荒」なキャラクターを綴った。「『過剰な読者+過剰な編集者』の目線で雑誌が作れる、有能な編集者であった」と評し、妻まゆみを、安原を広く包んだスケールの大きな「人物」として描いた。『ヤスケンの海』文庫判表紙の安原の似顔絵も、村松が描いている。
『海』は1984年5月号をもって終刊。安原は売れ行き不振で廃刊直前の『マリ・クレール』に移り、同年6月号から副編集長となる。「書評欄」を新設し、さらに同年9月号で「特集：読書の快楽」を企画したところ、当時は「ニューアカ」ブームで「知がおしゃれ」だったことも追い風となり、雑誌は完売となる。以降も同様の路線を続け、女性ファッション誌を「知的な思想・文芸雑誌」に変貌させる。ただし、安原が企画した「文庫本ベスト」が、当時社長の嶋中鵬二から「他社の宣伝行為だ」とクレームをつけられ、リストの一部を、他社の文庫から中公文庫に差し替えるよう、著者に依頼する事態になったこともあった。『マリ・クレール』での特集は、多くが、親交のあった見城徹に依頼し角川文庫で刊行した。

### 中央公論社退社後
1991年末、中央公論社を退社。1992年に竹内書店で同僚だった人物を経営者として、メタローグ社を設立。同社で書評季刊誌『リテレール』を創刊（第11号まで担当）。同年10月にはCWS（Creative Writing School）という専門講座を開設し作家やライターを養成した。
だが、経営不振に加え、寄稿者への原稿料の大量不払いが発覚。資本金と貸付金の1000万円を放棄して、1994年暮れにメタローグ社を退社。なお、メタローグ社は残された若手メンバーで、雑誌や書籍などの出版活動を行ったが、2005年7月に倒産した。
1995年4月、学習研究社の編集顧問となる。1997年、同社の顧問を解雇される。
2000年、オンライン書店bk1「文芸サイト」編集長に就任。また1993年4月から1994年3月、NHK総合テレビ「ナイトジャーナル」の書評コーナー（月・木曜日）に出演した。
晩年は「スーパーエディター」を自称。村上春樹や吉本ばななの「発掘者」であるとも自称していた。だが両名が世に出、高く評価されたのは安原が担当するよりも前のことである。村上が処女長編小説『風の歌を聴け』で第22回群像新人文学賞を受賞したのは1979年4月のことであり、また同作品は1979年上半期芥川賞の候補にもなっていた。安原が最初に担当したのは『海』1980年4月号に掲載された短編「中国行きのスロウ・ボート」である。吉本も1987年に短編「キッチン」で第6回海燕新人文学賞を受賞していた。安原が最初に吉本と関わったのは『マリ・クレール』1988年4月号～1989年3月号に連載された『TUGUMI』である。
村上によれば、前述の「中国行きのスロウ・ボート」は生まれて初めて書いた短編小説だったため、相当の書き直しを要求されることを覚悟したが、変更点は一切なかったという。安原に対し「細かい実務的な作業は、この人の好むところではないようだった」という印象を述べている。その後も数多くの原稿を安原に渡したが「細かい語句的な訂正を別にすれば、書き直しを要求されたことはただの一度もなかった」という。
吉本ばななについては、前述の『TUGUMI』を『マリ・クレール』に連載させ、挿画に当時は版画家としか知られていなかった山本容子を起用するなどしている。なお、安原は吉本隆明宅に若いころから出入りしていて、ばななが4歳の時からの知り合いであった。
一方、村上春樹については1990年代前半頃から大きく批判をするようになった。『週刊文春』1992年12月10日号に掲載された記事の中で、長編小説『国境の南、太陽の西』をハーレクイン・ロマンスと断じた。また、1994年7月刊行の『本など読むな、バカになる』（図書新聞）において、「究極の愚作『ねじまき鳥クロニクル』精読批判」という長文の評論を発表した。村上はその態度の豹変ぶりをのちにエッセイ「ある編集者の生と死――安原顯氏のこと」（『文藝春秋』2006年4月号）の中で回顧している。村上はその原因のひとつを、安原が小説を書いていたことに求める。安原は書いた小説を雑誌に発表するほか、文学賞にも応募していたが、賞をとることはなく黙殺された。「そのことは安原さんの心を深く傷つけたようだった」と村上は述べている。
ジャズ評論も手がけ、CS衛星ラジオミュージックバードの番組「ヤスケンのギンギン・ニューディスク」でDJをつとめ、また寺島靖国の「PCMジャズ喫茶」にも毎回ゲスト出演した。綾戸智絵をいち早く評価するなど、常に新しい才能に目を向け続けた。オーディオマニアでもあった。

### 肺がんの公表、生原稿流出問題
「ヤスケンの編集長日記」（bk1サイト）2002年10月29日付の日記で、自ら肺がんであること、余命が1ヶ月と医者から告げられたことを報告した。肺がんと診断されたのはその2年半前で、手術を強く薦められたが、安原はそれを拒否した。命ある限り自宅で仕事をしたいので、自宅に酸素ボンベを設置していたという。「編集長日記」は、同年11月28日まで続いた。その後は入院生活を余儀なくされ、握力がなくなりワープロが打てなくなったため、「音声入力ソフト」や口述筆記を使ってまで原稿を書こうとした。2003年1月20日死去。63歳没。
没後、担当していた作家の自筆原稿を安原が無断で古書店に売却していたことが明らかとなる。2003年3月、坪内祐三は、『en-taxi』（扶桑社）創刊号においてこのことを取り上げ「私は死をもってその人を赦すことをしない」と安原を強く批判した。村上も前述のエッセイで困惑の思いを述べた。『海』1980年12月号に掲載されたスコット・フィッツジェラルドの『氷の宮殿』の村上による翻訳生原稿73枚は100万円を超す値段で神保町の古書店で売られていたという。また、普段から原稿返却無用を常としていた吉本隆明は、この報を聞いて、「金に困った時はそんなのかまわねぇんだよ」と家族に話し、吉本ばななから「作家にとって生原稿を見られるのは裸を見られるのと同じ」と窘められたという。

## 出演番組
- ナイトジャーナル（NHK総合）

## 著書
- なぜ「作家」なのか 講談社, 1985.12
- まだ死ねずにいる文学のために 筑摩書房, 1986.6
- 「編集者」の仕事 白地社・叢書, 1991.10／決定版 マガジンハウス, 1999.3
- カルチャー・スクラップ  水声社, 1992.1
- ふざけんな!　まだ死ねずにいる日本のために 図書新聞, 1993.7
- し・つ・こ・く ふざけんな!  図書新聞, 1993.12
- 本など読むな、バカになる  図書新聞, 1994.7
- 現在形の読書　DHC, 1996.2
- ぜんぶ、本の話 ジャパン・ミックス, 1996.9
- ふざけんな人生 回想の五〇年・六〇年代 ジャパン・ミックス, 1996.11／清流出版, 2002.12
- やっぱり本は面白い ジャパン・ミックス, 1997.9
- 本を読むバカ 読まぬバカ  双葉社, 1998.10
- 安原顯の乱聴日記  音楽之友社, 1999.7
- だからどうした本の虫 双葉社, 1999.10
- 「乱読」の極意 双葉社, 2000.5
- 畸人・怪人伝 シュルレアリスト群像 双葉社, 2000.7
- 激読卍がため 双葉社, 2000.12
- 上野桜木ジャズ日記　音楽之友社, 2001.1
- へそまがり読書王 双葉社, 2002.1
- 読書狂いもほどほどに　双葉社, 2001.5
- 日本はなぜ「こんな国」になったのか 旬報社, 2002.12
- ハラに染みるぜ!天才ジャズ本  春風社, 2002.12
- 本読みの「本」知らず　双葉社, 2002.12
- 読んでもたかだか五万冊! 本まみれの人生 清流出版, 2002.12
- ファイナル・カウントダウン ヤスケンの編集長日記 清流出版, 2003.1
- 乱読すれど乱心せず ヤスケンがえらぶ名作50選　春風社, 2003.3

## 共著・伝記
- 超激辛爆笑鼎談 「出版」に未来はあるか?[9] 井家上隆幸・永江朗と、編書房, 1999.6
- Jazzジャイアンツ名盤はこれだ! 寺島靖国と、講談社+α新書, 2001.6
- 村松友視『ヤスケンの海』 幻冬舎, 2003.5／幻冬舎文庫, 2005.5 - 解説村上龍

## 編集本
- 知的新人類のための現代用語集 ぼくらはカルチャー探偵団編 角川文庫, 1985.7
- 読書の快楽 ぼくらはカルチャー探偵団編 角川文庫, 1985.12
- 知的新人類のための現代用語集2 ぼくらはカルチャー探偵団編 角川文庫, 1987.9
- 活字中毒養成ギプス ジャンル別文庫本ベスト ぼくらはカルチャー探偵団編 角川文庫, 1988.5
- ミステリーは眠りを殺す ぼくらはカルチャー探偵団編 角川文庫, 1988.8
- 新・読書の快楽 ぼくらはカルチャー探偵団編 角川文庫, 1989.9
- 恋愛小説の快楽 ぼくらはカルチャー探偵団編 角川文庫, 1990.7
- 映画の快楽 ぼくらはカルチャー探偵団編 角川文庫, 1990.12
- 短篇小説の快楽 ぼくらはカルチャー探偵団編 角川文庫, 1991.10 - 以上は名義
- 文庫本の快楽 ジャンル別ベスト1000　リテレール別冊：メタローグ, 1992.11
- 読書の魅惑 ジャンル別ベスト1200　リテレール別冊：メタローグ, 1993.3
- 映画の魅惑 ジャンル別ベスト1000　リテレール別冊：メタローグ, 1993.9
- 単行本・文庫本ベスト3．1993年　リテレール別冊：メタローグ, 1993.12
- 夏目漱石を読む 私のベスト1　リテレール別冊：メタローグ, 1994.2
- モーツァルトを聴く 私のベスト1．リテレール別冊：メタローグ, 1994.3
- 私の好きな文庫本ベスト5．リテレール別冊：メタローグ, 1994.3
- 私の貧乏時代 メタローグ, 1994.4 (リテレール・ブックス.1)
- 私の外国語上達法 メタローグ, 1994.5 (リテレール・ブックス.2)
- 私の好きなクラシック・レコード・ベスト3 メタローグ, 1994.6. (リテレール・ブックス.3)
- 私の好きな映画・ベスト5 メタローグ, 1994.6 (リテレール・ブックス.4)
- 私の好きな海外ミステリー・ベスト5 メタローグ, 1994.7 (リテレール・ブックス.5)
- うまいもの・まずいもの メタローグ, 1994.7 (リテレール・ブックス.6)
- 私のワープロ考 メタローグ, 1994.8 (リテレール・ブックス.7)
- 私の「本」整理術  メタローグ, 1994.8 (リテレール・ブックス.8)
- 私の文章術 メタローグ, 1994.9 (リテレール・ブックス.9)
- 私の死生観  メタローグ, 1994.9 (リテレール・ブックス.10)
- 私の好きな世界の美術館・ベスト3 メタローグ, 1994.10 (リテレール・ブックス.11)
- 私の海外旅行術  メタローグ, 1994.10 (リテレール・ブックス.12)
- 単行本・文庫本ベスト3．1994年　リテレール別冊：メタローグ, 1994.12
- 日本の大学どこがダメか メタローグ, 1994.12
- 戦後50年と私 メタローグ, 1995.1
- ジャンル別 文庫本ベスト1000 学習研究社, 1995.7／学研M文庫, 2000.9
- ジャズ知られざる名盤ベスト1000 学習研究社, 1996.6／学研M文庫, 2000.11
- ジャンル別 映画ベスト1000 学習研究社, 1996.3／学研M文庫, 2001.12